# 대전송림초등학교
대전송림초등학교는 대한민국 대전광역시 유성구에 있는 초등학교다.

## 학교 연혁
- 2003. 8. 25 대전송림초등학교 설립 인가
- 2007. 3. 2 대전송림초등학교 개교 7학급(병설유치원 1학급)
- 2007. 3. 19 1학급 증설(8학급)
- 2007. 9. 10 2학급 증설(10학급)
- 2008. 3. 1 2개 학급 증설(12학급)
- 2009. 9. 1 ~ 2011. 02. 28 시지정 연구 학교(IPTV 활용)운영
- 2010. 3. 1 특수학급 신설(13학급)
- 2011. 12. 30 학교평가 최우수
- 2012. 2. 14 제5회 졸업식(36명)
- 2012. 3. 1 13학급 257명 편성
- 2013. 2. 15 제6회 졸업식(32명, 총 210명)
- 2013. 3. 1 13학급 256명 편성
- 2014. 2. 14 제7회 졸업식(38명)
- 2014. 3. 1 13학급 292명 편성
- 2015. 2. 13 제8회 졸업식
- 2015. 3. 1 2개 학급 증설(15학급 명 편성)
- 2015. 3. 1 ~ 2017. 02. 28 SW교육과정 정책연구학교 운영

## 학교 상징
- 교화 : 영산홍 - 억센 줄기는 강한 의지를, 고루 퍼진 가지는 조화된 질서를, 언제나 푸른 잎들은 예를 나타내며, 전체적으로 충(忠), 효(孝), 예(禮)를 나타내는 꽃으로 이를 송림인의 표상으로 하고자 함. 사랑, 강한 성취감, 아름다운 품성
- 교목 : 소나무 - 비바람, 눈보라 같은 자연의 역경속에서 사계절 변함없이 늘 푸른 모습을 간직하고 있는 소나무의 기상은 꿋꿋한 절개, 의지, 지조를 나타내는 나무로 이를 송림이의 표상으로 하고자 함. 씩씩한 기상, 굳센 의지, 곧은 마음

## 참고 자료
- 대전송림초등학교 - 한국교육학술정보원 학교알리미